# Hovahydrus minutissimus
Hovahydrus minutissimus är en skalbaggsart som först beskrevs av Régimbart 1903.  Hovahydrus minutissimus ingår i släktet Hovahydrus och familjen dykare. Inga underarter finns listade i Catalogue of Life.